# Tetragonomera
Tetragonomera is een geslacht van rechtvleugeligen uit de familie sabelsprinkhanen (Tettigoniidae). De wetenschappelijke naam van dit geslacht is voor het eerst geldig gepubliceerd in 1874 door Stål.

## Soorten
Het geslacht Tetragonomera omvat de volgende soorten:
- Tetragonomera fluminensis Piza, 1979
- Tetragonomera marmorata Burmeister, 1838
- Tetragonomera obtusa Brunner von Wattenwyl, 1895
- Tetragonomera simplex Beier, 1954